# Carl Reichenbecher

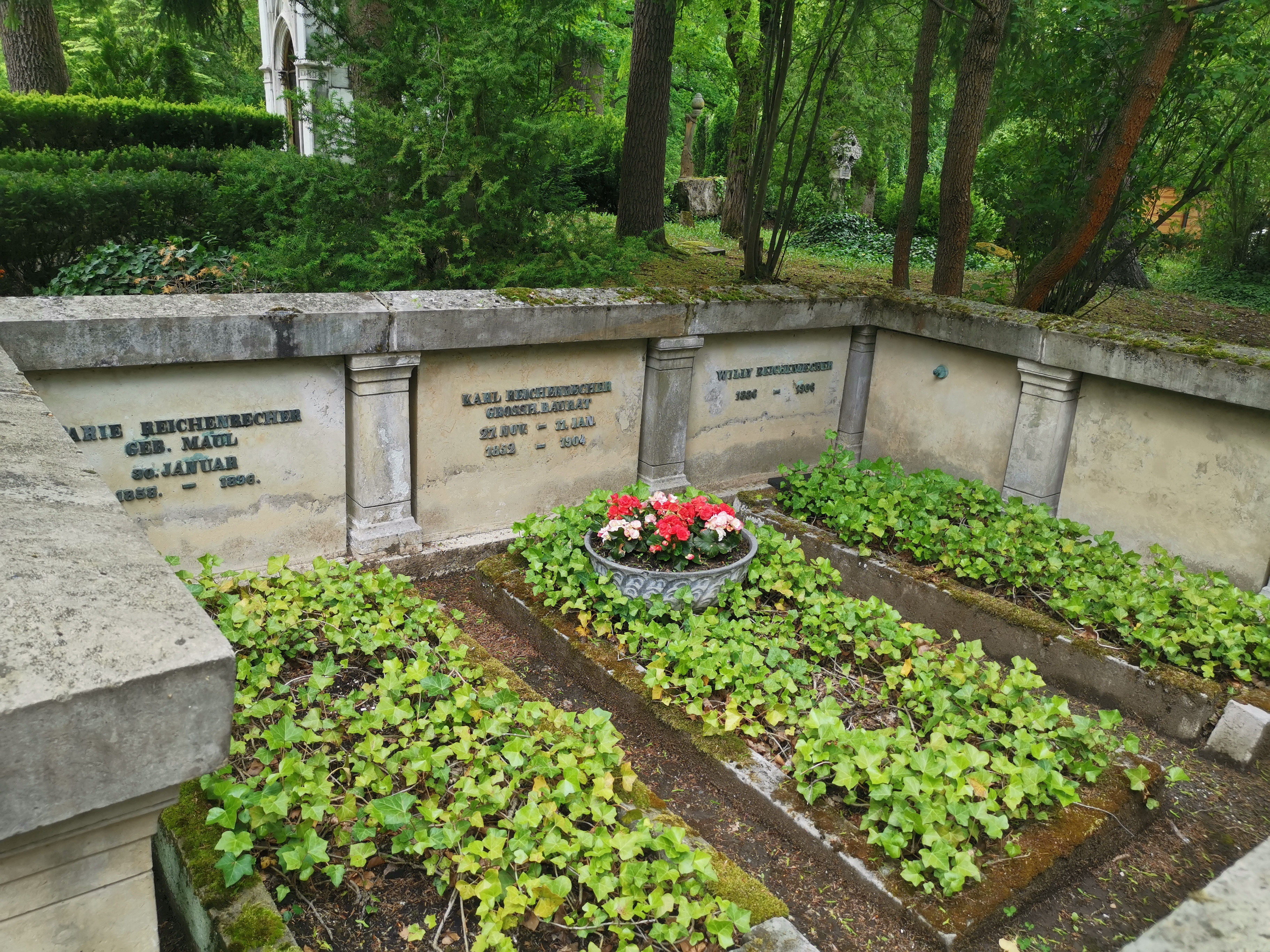
Grabstelle Reichenbechers

Carl Reichenbecher (manchmal Karl Reichenbecher geschrieben) (* 27. November 1852 in Weimar; † 11. Januar 1904 ebenda) war ein deutscher Baumeister, Architekt und Baurat in Weimar.

## Leben
Reichenbecher war Baukondukteur in Weimar. Er legte seine Prüfung zum Baumeister 1882 ab. Er gehörte zum fiskalen Bauwesen Weimars. Reichenbecher errichtete 1895 in der Tiefurter Allee das Marie-Seebach-Stift. Er war auch beteiligt am Bau des Großherzoglichen Staatsarchivs, dem Hauptstaatsarchiv am Beethovenplatz, dessen Entwurf wiederum von Carl Heinrich Ferdinand Streichhan stammte. In diesem Zusammenhang erfolgte seine Anstellung bei der Baubehörde. Im Jahr 1899 errichtete er einen Schloss- und Hotelneubau auf dem Plateau Jagdschloss Hohe Sonne. In der Weimarer Gutenbergstraße entwarf Reichenbecher die 1900/02 entstandene Villa.
Reichenbecher legte einen Entwurf für ein Ateliergebäude für Bildhauer in Abstimmung mit der Großherzoglich-Sächsischen Kunstschule Weimar vor, der allerdings unberücksichtigt blieb. Nach seinem Tod übernahm 1905 der Baurat Hans Krielke seine Stelle.
Reichenbechers Grab befindet sich auf dem Historischen Friedhof Weimar, eigentlich auf dem südlich angegliederten Hauptfriedhof.